# مقاطعة كليرواتر (مينيسوتا)
مقاطعة كليرواتر (بالإنجليزية: Clearwater County)‏ هي إحدى مقاطعات ولاية مينيسوتا في الولايات المتحدة الأمريكية.